# Frasera speciosa
Frasera speciosa là một loài thực vật có hoa trong họ Long đởm. Loài này được Douglas ex Hook. mô tả khoa học đầu tiên năm 1837.